# Schrippe

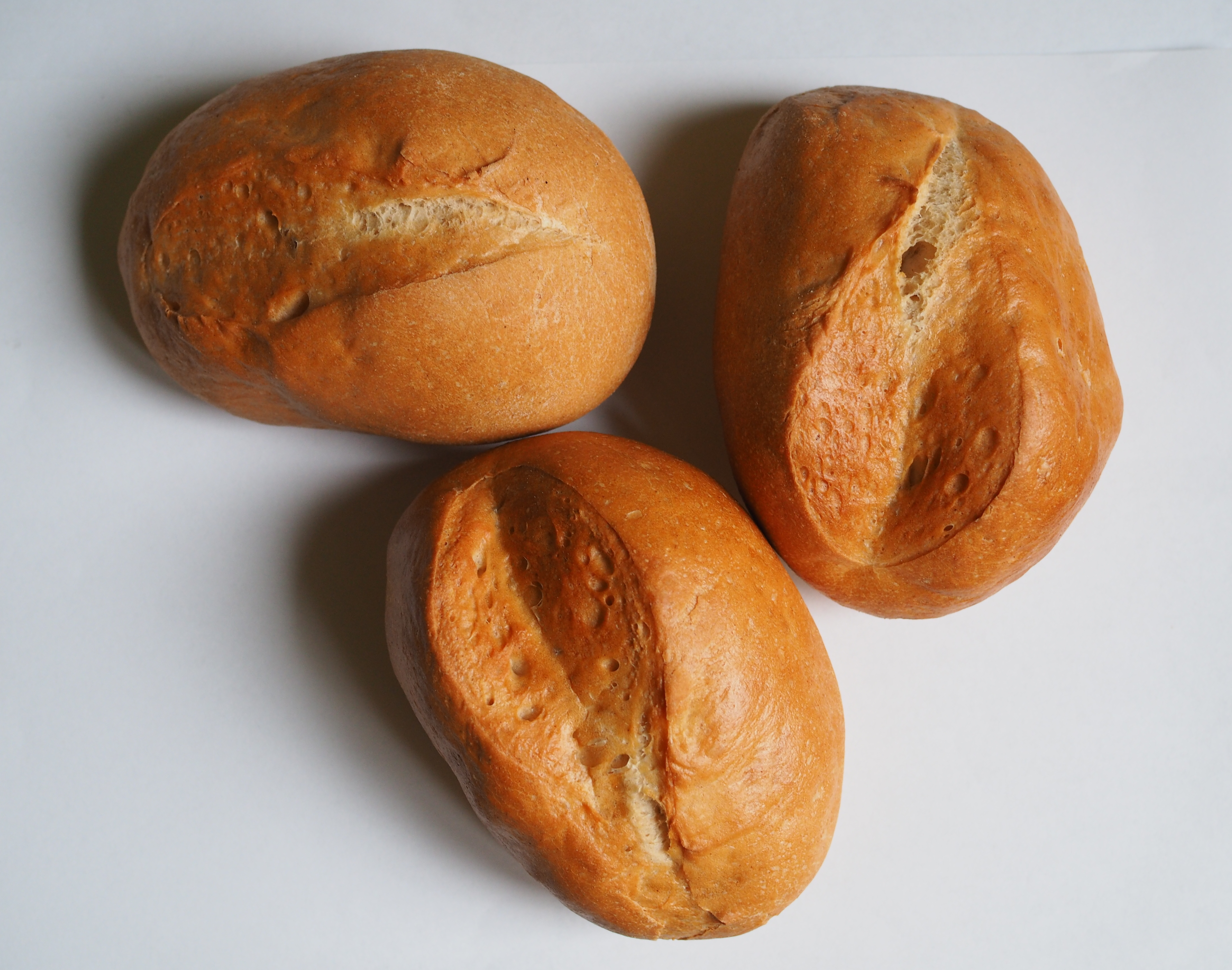
Schrippen

Die Schrippe (auch: Berliner Schrippe) ist ein kleines, längliches Brötchen, das in der Mitte aufgerissen („geschripft“) ist. Verbreitet ist es hauptsächlich in Berlin sowie in Teilen von Nord- und Ostdeutschland. Es ist ein beliebtes Nahrungsmittel zum Frühstück oder als Beilage zu verschiedenen Gerichten.
Auch in Teilen von Rheinland-Pfalz, beispielsweise in Nievern an der Lahn, wird „das längliche Brötchen“ zur Unterscheidung vom runden Kaiserbrötchen Schrippe genannt.

## Herstellung
Berliner Schrippen sind längliche Weizenkleingebäcke aus einem kühl geführten Brötchenteig, mit einem Ausbund, der über die gesamte Oberfläche der Schrippen geht. Berliner Schrippen backt man mit knapper Gare. Typische Merkmale sind ihre unruhig geporte Krume und ihr aromatischer Geschmack.
Man unterscheidet „Einschlagschrippen“ (Teiglinge werden breit gewalzt und eingeschlagen) und „Schnittschrippen“ (Teiglinge werden eingeschnitten).

## Wortherkunft
Der Name ‚Schrippe‘ leitet sich von der Tätigkeit des Schripfens (mit dem Messer kratzen, aufkratzen) ab. Dadurch bekommt sie mehr knusprige Kruste und gart gleichmäßig durch.